# NGC 6343
NGC 6343 (другие обозначения — MCG 7-35-60, ZWG 225.95, PGC 60010) — галактика в созвездии Геркулес.
Этот объект входит в число перечисленных в оригинальной редакции «Нового общего каталога».
В галактике вспыхнула сверхновая SN 2013bs типа Ia, её пиковая видимая звездная величина составила 17,0.